# Dentichasmias busseolae
Dentichasmias busseolae är en stekelart som beskrevs av Heinrich 1968. Dentichasmias busseolae ingår i släktet Dentichasmias och familjen brokparasitsteklar. Inga underarter finns listade i Catalogue of Life.